# Frankfurter Gleis
Das Frankfurter Gleis ist eine Altstraße, die von Nürnberg über Dresden nach Frankfurt (Oder) führte.

## Geschichte
Die besonders von den Nürnbergern benutzte Frankenstraße war ein historischer Weg des Landverkehrs, der lange vor den neuzeitlichen Chausseen entstanden ist. Es war ein Abzweig der Via Imperii, die von Rom über Nürnberg nach Stettin führte. Das Frankfurter Gleis begann bei der Reichsstadt Nürnberg und führte über Hof (Saale) durch das Vogtland, das Erzgebirge und  Dresden zur Kaufmannssiedlung Frankfurt (Oder). In Königsbrück, 18 Kilometer westlich von Kamenz, kreuzte sich das Frankfurter Gleis mit der Via Regia, weshalb dort zu Beginn des 13. Jahrhunderts eine Zollstelle gegründet wurde, aus der sich das Städtchen Königsbrück entwickelte.

## Pilgerweg
Auf dem Frankfurter Gleis verlaufen heute wie in historischer Zeit Pilgerwege, die das Grab des Apostels Jakobus in Santiago de Compostela in Galicien (Spanien) zum Ziel haben. Zwischen Bautzen und Hof (Saale) wird der Teilabschnitt des Frankfurter Gleises als Sächsischer Jakobsweg an der Frankenstraße bezeichnet. In Hof kann man auf dem Oberfränkischen Jakobsweg nach Nürnberg weitergehen.